# Hamid Rezá Pahlaví
Hamid Rezá Pahlaví (4. července 1932 Teherán – 12. července 1992 Teherán) byl íránský princ. Byl jedenáctým a posledním potomkem Rezá Pahlavího a nevlastním bratrem Muhammada Rezá Pahlavího, posledního íránského šáha před íránskou islámskou revolucí.

## Mládí a vzdělání
Hamid Rezá Pahlaví se narodil 4. července 1932 v Teheránu. Byl nejmladším synem Rezá Šáh Pahlavího a jeho čtvrté manželky Esmat Dowlatshahi. Jeho rodiče se vzali v roce 1923. Jeho matka byla členkou dynastie Kadžárovců. Od obou svých rodičů měl čtyři sourozence – Abdul Rezá Pahlaví, Ahmad Rezá Pahlaví, Mahmoud Rezá Pahlaví a Fatimeh Pahlaví. S rodinou žil v paláci Marble v Teheránu.
Studoval v USA a v Teheránu. V září roku 1947, během studií střední školy ve Washingtonu D. C., zameškal vyučování a odjel vlakem do Hollywoodu za svým bratrem Mahmoudem, který zde studoval na UCLA. Své přerušení studia argumentoval tím, že na jeho střední školu nechodí žádné dívky a také že se mu stýská po domově. Podobně se zachoval i o tři měsíce dříve, když odešel ze své školy na Rhode Island a odletěl do Paříže.

## Osobní život
Hamid se za svůj život oženil třikrát a měl čtyři děti. Poprvé se oženil v Teheránu v březnu 1951 s Minou Dowlatshahi. S ní měl jednu dceru, Niloufar Pahlaví. V roce 1959 se oženil s Homa Khamnei, se kterou měl 2 syny – Behzada Pahlavího a Nazaka Pahlavího. V roce 1974 se oženil s Houri Khamnei, se kterou měl syna Jafara Pahlavíví.
Jeden z jeho synů, Behzad, žil ve Spojeném království, ale poté jej císař Muhammad Rezá povolal do Teheránu, aby zde nastoupil na vojenský výcvik.
Za svůj skandální způsob života byl Hamid, korunní princ Íránu, vyhoštěn z císařského dvora.

## Poslední léta a smrt
Po íránské islámské revoluci, při které byl císař Muhammad Rezá Pahlaví sesazen, zůstal v Íránu a změnil si jméno na Islami. Nicméně v roce 1986 byl zatčen jako tulák. Za prodej drog mu byl vyměřen desetiletý trest za mřížemi. V interview v roce 1989 uvedl, že se stále snaží být v kontaktu se svou rodinou. Také uvedl, že se k němu ve věznici nechovají zle a že vše mohlo být mnohem horší. Mimo jiné se v cele o něj starali úředníci, které již znal, jelikož za starého režimu sloužili jeho rodině. V červenci 1992, kdy si ještě stále odpykával trest, zemřel na infarkt.